# Pfronten
Pfronten este o comună din landul Bavaria, Germania.
1. ↑   https://wahlen.ostallgaeu.de/Kommunalwahl/09777159/html5/Buergermeisterwahl_Bayern_25_Gemeinde_Gemeinde_Pfronten.html, accesat în 9 iunie 2022 Lipsește sau este vid: |title= (ajutor)
2. ↑  Alle politisch selbständigen Gemeinden mit ausgewählten Merkmalen am 31.12.2018 (4. Quartal) (în germană), Statistisches Bundesamt[*], arhivat din original la 10 martie 2019, accesat în 10 martie 2019